# Slavkusten

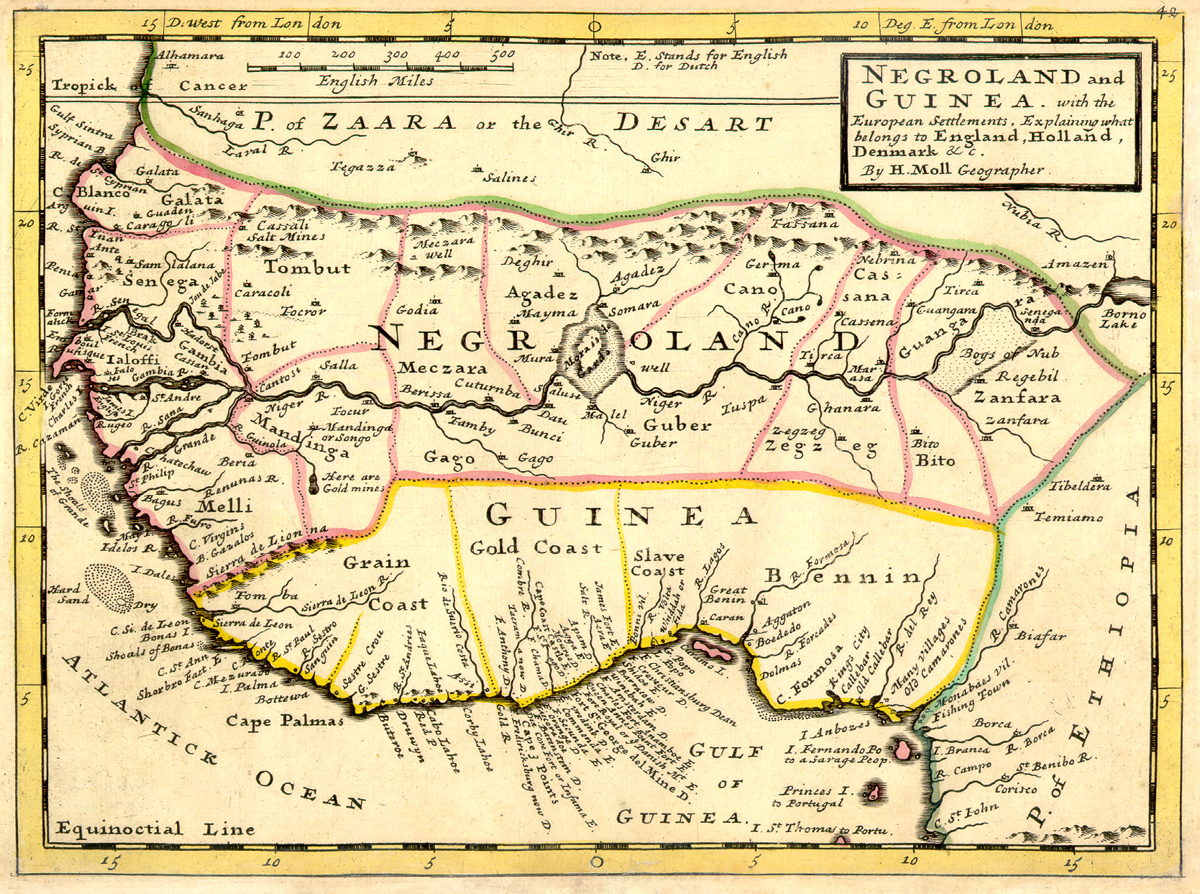
En engelsk karta från 1736 visar Slavkusten.

Slavkusten är ett historiskt namn för kustlandet i Guineabukten i nuvarande Togo, Benin och västra Nigeria. Namnets ursprung var från områdets största exportvara, slavar under den Transatlantiska slavhandeln. Närliggande områden döpta efter deras största exportvaror är Guldkusten, Pepparkusten och Elfenbenskusten.